# Thai Lion Air
Freedom to Fly
Z2Thai Lion Mentari Co. Ltd, plus connu sous le nom de Thai Lion Air (thaï : ไทยไลอ้อนแอร์), est une compagnie aérienne thaïlandaise low-cost, liée à la compagnie aérienne indonésienne Lion Air. Basée à l'Aéroport international Don Muang, elle propose des vols réguliers domestiques et internationaux.

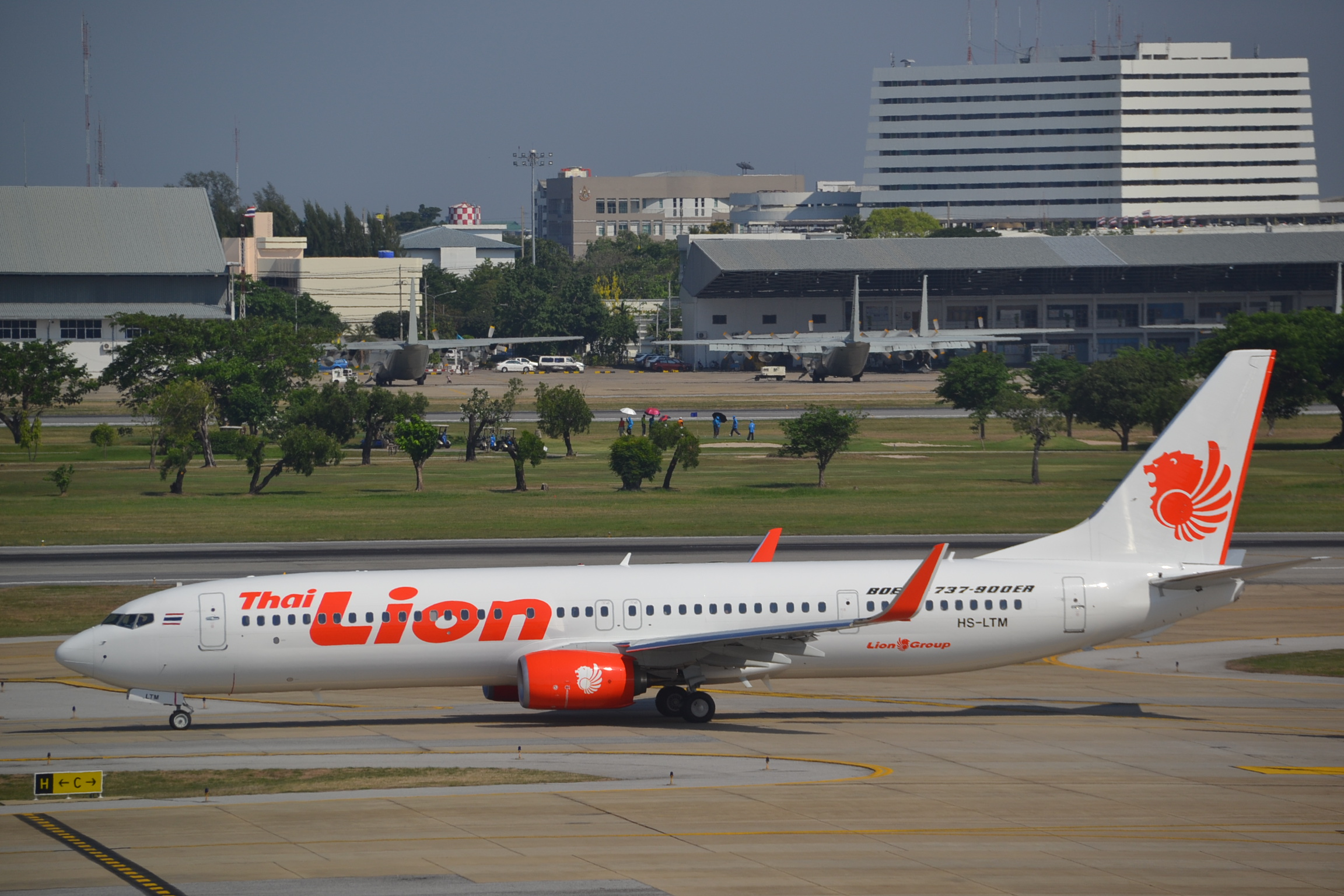
Un Boeing 737-900ER (HS-LTM) de la compagnie.

## Histoire
Son vol inaugural a eu lieu le 4 décembre 2013 sur la route Bangkok-Tchang Mai, avec des services complets un jour plus tard. Thai Lion Air conclue un accord avec la filiale de Lion Air Malindo Air le 10 décembre 2013, permettant aux deux transporteurs de desservir la liaison entre l'aéroport international de Kuala Lumpur et Bangkok.

## Flotte
En Juillet 2021, la flotte de Thai Lion Air est âgée De 6.3ans :
La compagnie a par ailleurs déjà opéré les types d'avions suivants :

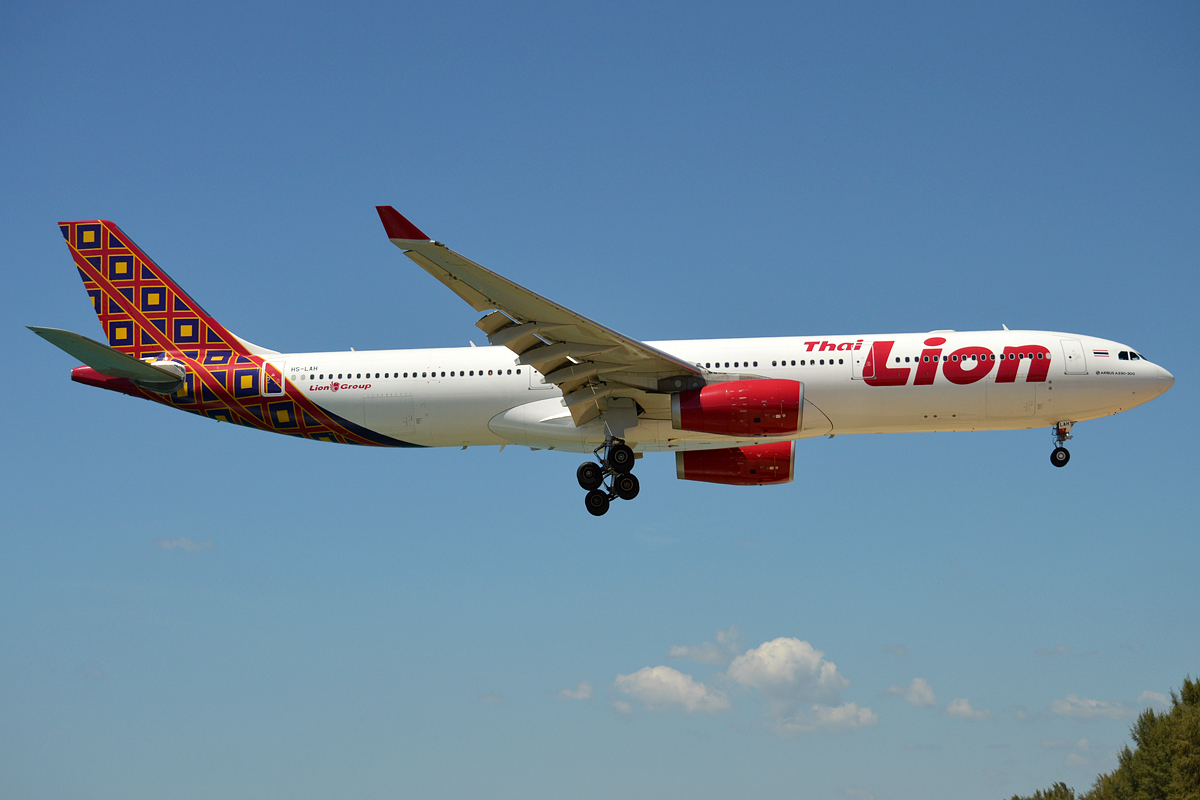
Un Ancien A330-343 (HS-LAH) de la compagnie.

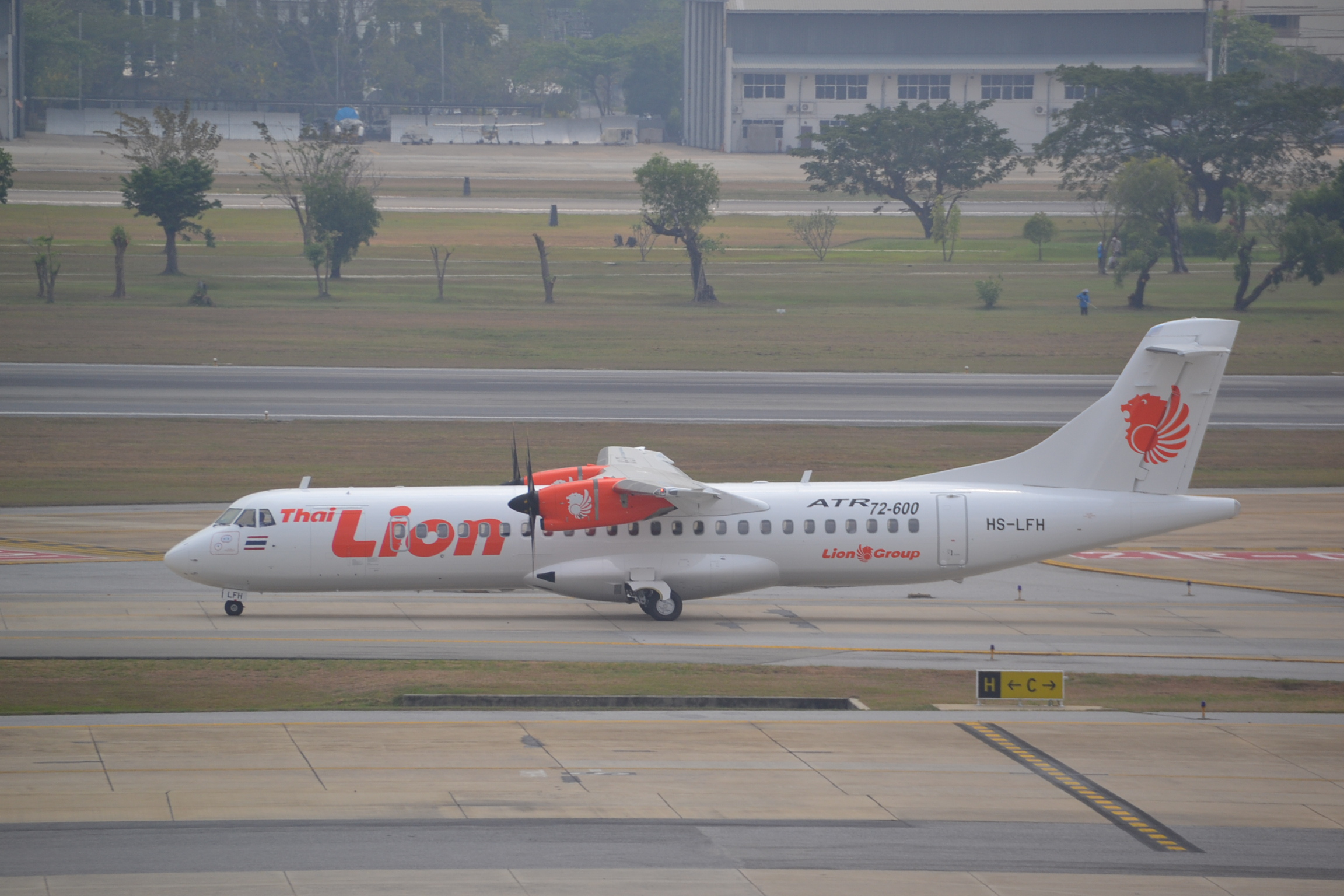
Un Ancien ATR72-600 (HS-LFH) de la compagnie.

- 3 Airbus A330-300 (2017-2020)
- 2 Airbus A330-900neo (2019-2020)
- 1  ATR 72-600 (2014)

## Destination
- Phuket 
- Khon Kaen
- Udon Thani
- Bangkok (don muang)